# ゼムノビッチ・ズドラブコ
ズドラヴコ・ゼムノヴィッチ（Здравко Земуновић, Zdravko Zemunović, 1954年3月26日 - ）は、セルビア (旧ユーゴスラビア）出身の元サッカー選手、サッカー指導者、サッカー解説者。Jリーグにおける登録名はゼムノビッチ・ズドラブコ。

## 来歴
現役時代はFKテレオプティク、FKチュカリチュキ、FK BSKバタイニツァでプレー。膝の故障もあって、1986年に32歳で引退する。
現役引退後、ベオグラード大学体育学部にてコーチングライセンスを取得。ユーゴスラビア1部リーグでは3つのクラブで監督を歴任し、全クラブで優勝、昇格を経験。
テレオプティクの監督時代にイビチャ・オシムと知り合い、親交を深めた。これは当時、彼が監督をしていたテレオプティクがオシムの指揮していたパルチザン・ベオグラードのサテライトチーム（Bチーム）であったためであり、その後パルチザン・ベオグラードのスタッフの一員としてオシムと共に1992年のキリンカップで初来日している。
内戦の激化から夫人が日本への留学を希望したため、1995年に来日。鳥栖フューチャーズでアシスタントコーチを務めた後、主に千葉県でアマチュアチームで指導を行った。
1999年に清水エスパルスのユース・ジュニアユース総監督に就任。翌2000年、清水のユース監督に就任し、枝村匠馬、杉山浩太らを指導。スティーブ・ペリマンの監督解任により同年12月にトップチームの監督に就任。天皇杯ではいきなり準優勝し、2001年のゼロックス・スーパーカップも制覇した。また、2001年の天皇杯では優勝を果たした。
オズワルド・アルディレス以来のパスサッカー路線を堅持しつつフィジカルの強化を図り、当時DFだった戸田和幸をボランチにコンバートしてブレイクさせるなど独自色を出し、2001年は両ステージともに4位、天皇杯では優勝を果たすなど、翌年の躍進が期待された。特に三都主アレサンドロ、市川大祐という攻撃的なウイングバックと強力なヘディングが持ち味のバロンを最大限に活かしたサイドアタック、スーパーサブとして横山貴之を再生し前シーズンの約2倍の62得点を上げた。
帰国後、当時セルビア・モンテネグロ・プルヴァ・リーガに所属するFKラド・ベオグラードで監督を務めた。2005年に再来日し、千葉県サッカー協会テクニカルアドバイザーとしてアマチュアの指導にあたっている。2012年には日本国籍外の者ではピエール・リトバルスキー、張外龍、金光浩、チョウ貴裁、尹晶煥、金鍾成以来7人目のJFA 公認S級コーチのライセンスを取得。既に日本の永住ビザも取得しているという。
2006 FIFAワールドカップで日本代表が惨敗した時には、「ジーコの後任にふさわしいのは?」とのマスコミからの問いに、「外国人ならイビチャがベスト」と答えた。実際にオシムが日本代表監督に就任すると、今度はドラガン・ストイコビッチらと共に代表スタッフ入り濃厚と報道される。結局日本代表チームには加わることはなかったが、オシムのJリーグの試合視察時への同行や相談役として、チームの外から彼をサポートした。
2016年よりVONDS市原の監督に就任。12年ぶりの監督復帰となる。2017年には関東サッカーリーグ1部優勝したものの、地域CL2017では3位に終わりJFL昇格を逃した。2018年11月、退任が発表された。
2019年1月21日、茨城県水戸市の少年クラブであるポルターラ水戸サッカークラブのテクニカルディレクターに就任。
2019年12月11日、J3に降格したFC岐阜の監督に就任。2020年9月21日、休養する事が発表された。9月25日、契約解除が発表された。
2021年2月12日、兵庫県の相生学院高校サッカー部の監督に就任した。
2021年4月12日、カマタマーレ讃岐トップチームの監督に就任することが発表された。11月3日、2021年シーズン終了後に退任することが発表された。
2022年3月4日、相生学院高校サッカー部のヤングプレーヤー監督に就任。約1年ぶりの同校復帰となる。2023年11月10日、パワハラ疑惑で解任された上船利徳監督の後任としてトップチームの監督に昇格し、約2年半ぶりにトップチームを指導することになった。

## 選手歴
- 1969年 - 1976年  FKテレオプティク
- 1977年 - 1979年  FKチュカリチュキ
- 1980年 - 1986年  FK BSKバタイニツァ（英語版）

## 指導歴
- 1988年 - 1990年  FK BSKバタイニツァ（英語版）：監督
- 1990年 - 1992年  FKテレオプティク：監督
- 1992年 - 1994年  FKヴォジュドヴァツ：監督
- 1995年  鳥栖フューチャーズ（JFL）：コーチ
- 1997年  千葉商科大学付属高校サッカー部：コーチ
- 1999年 - 2008年  清水エスパルス（J1）
  - 1999年：ユース、ジュニアユース総監督
  - 2000年：ユース監督
  - 2000年12月 - 2002年：監督
  - 2001年 - 2008年：テクニカルアドバイザー
- 2003年 - 2004年  FKラド・ベオグラード(セルビア・モンテネグロ 2部リーグ)：監督
- 2005年   千葉県サッカー協会：テクニカルディレクター
- 2016年 - 2018年  VONDS市原（関東1部）：監督
- 2019年   ポルターラ水戸サッカークラブ（茨城県 4種リーグ）：テクニカルディレクター
- 2020年 - 同年9月  FC岐阜（J3）監督
- 2021年2月 - 4月  相生学院高校サッカー部　監督
- 2021年4月 - 12月  カマタマーレ讃岐（J3）監督
- 2022年 -  相生学院高校サッカー部  (東播)
- 2024年-   相生学院高校サッカー部（兵庫県1部）　総監督

## タイトル
清水エスパルス
- ゼロックス・スーパーカップ：2回（2001,2002）
- 天皇杯：1回（2001）

VONDS市原
- 関東サッカーリーグ1部：1回（2017）